# 塞舌尔驻上海总领事馆
塞舌尔共和国驻上海总领事馆设立于中国上海市，是塞舌尔在中国设立的首个总领事馆，也是塞舌尔在海外设立的首个总领事馆。

## 历史沿革
2013年5月6日，中国和塞舌尔就塞舌尔在上海设立总领事馆达成协议。2013年11月18日开馆。2014年10月13日，总领事馆在上海举行开馆仪式，塞舌尔外长让-保罗·亚当参加仪式。

## 领区
领区包括上海市、江苏省、浙江省和安徽省。  

## 历任总领事
- 杜景福（Sydney TO）：塞舌尔驻华公使兼代理驻沪总领事[6][5]